# Norman Grace
Norman Grace (Kanada, Ontario, Mount Forest, 1907. december 11. – ?) kanadai-brit jégkorongozó.
Részt vett az 1930-as jégkorong-világbajnokságon, ahol a brit csapat az első körben kikapott a németektől 4–2-re és a 10. helyen végeztek. Ezen az egy mérkőzésen nem ütött gólt.
Az 1931-es jégkorong-világbajnokságon, a brit csapat az első körben 1–0-ra kikpaott az osztrákoktól, és így a 7–10. helyért játszottak. Végül a 8. helyen végeztek. 4 mérkőzesen játszott és nem ütött gólt.